# Греко-арийская гипотеза
Греко-арийская гипотеза (иногда именуется «греко-армяно-арийской») — гипотеза, согласно которой греческий, армянский и индоиранские языки являются кладой, то есть происходят из одного праязыка («греко-арийского»), из которого примерно в середине 3-го тысячелетия до н. э. выделились протогреческий и протоиндоиранский языки. Предположительно, наряду с ними из общего «предка» выделился и протоармянский язык, который по своим характеристикам находится между протогреческим и протоиндоиранским языками, поскольку некоторые особенности армянского языка характерны для индоиранских языков (изменение изоглоссы кентум-сатем), а другие — только для греческого (s > h). Греко-арийская гипотеза получила широкую поддержку среди сторонников гипотезы Гамкрелидзе — Иванова. Также аргументом в пользу гипотезы считается наличие общих признаков флексий имён существительных в греческом языке и санскрите.
В соответствии с греко-арийской гипотезой армянский язык возникает в результате распада арийско-греко-армянского языка, приводящего к появлению протогреческого/фригийского и армяно-арийского (общего предка армянского и индоиранских языков).
В контексте курганной гипотезы гипотетический греко-арийский язык также именуется как «поздний PIE» или «поздний индоевропейский», предполагая, что он сформировал группу диалектов, которая соответствует последней стадии языкового единства прародины индоевропейских языков в начале 3-го тысячелетия до н. э. Примерно в 2500 году до н. э. протогреческий и протоиндоиранский языки выделились из греко-арийского и начали продвигаться соответственно на запад и восток от понтийской степи.
Если греко-арийская гипотеза соответствует истине, закон Грассмана может выявить общее происхождение греческого языка и санскрита. При этом закон Грассмана отмечает более поздние определённые фонетические изменения, которые имеют место только в греческом языке, но не в санскрите, что предполагает, что они не могут происходить от общего греко-арийского предка. Скорее всего, это некоторая ареальная особенность, которая распространилась через ареал говорящих на греко-арийском после разделения протогреческого и протоиндоиранского языков, но до того, когда их ареалы территориально размежевались.
Греко-арийская гипотеза используется, в частности, в исследованиях сравнительной мифологии, например, Уэста (1999) и Уоткинса (2001).